# Järvekülä
Järvekülä (Duits: Jerwe) is een plaats in de Estlandse gemeente Rõuge, provincie Võrumaa. De plaats heeft de status van dorp (Estisch: küla). De plaatsnaam komt uit het Võro en betekent ‘Meerdorp’. Het meer is het Järvekülä järv, een meer met een oppervlakte van 2,9 hectare en een maximumdiepte van 6,3 meter, dat op het grondgebied van het dorp ligt.

## Bevolking
De plaats had 10 inwoners op 31 december 2011 en ook 10 inwoners op 31 december 2021.

## Geschiedenis
Järvekülä werd voor het eerst genoemd in 1684 onder de naam Jerrwe Jahn, een boerderij op het landgoed van Kosse (Viitina). In 1765 werd de plaats onder de naam Jerwe genoemd als dorp.
In 1977 werden Järvekülä, Härämäe, Jugu, Muduri en Ortumäe samengevoegd tot één dorp onder de naam Jugumõtsa. In 1997 werden de vijf plaatsen weer afzonderlijke dorpen.